# عروس مندلي
نصب عروس مندلي عبارة عن جسد امرأة من البرونز صاغه الفنان سهيل الهنداوي عن طريق الرمز أراد من خلالها سرد حدث رافق تاريخ العراق مزج خلالها بين القديم والحداثة حيث تخلل النصب الفنون والنقوش، إضافة إلى رواية أحداث قادسية صدام ودورها وأثرها على الشعب العراقي، وكثير من الموضوعات التي استلهمها من قلب العراق ولعل أهم ما يجذب الشخص عندما يطالع النصب للوهلة الأولى هو المرأة الذي يكسر قضبان السجن في وسط النصب لما فيهِ من قوة وإصرار ونقطة تحول تنقل قصة النصب من مرحلة الاضطراب والغضب والمعاناة إلى السلام والازدهار.

## قصة عروس مندلي
عروس مندلي أو لميعة مراد علي القرلوسي اسمان لشخصية واحدة وهي فتاة عراقية من سكنة محافظة ديالى من قضاء بلدروز ناحية مندلي الحدودية مع الجهورية الإيرانية ولها قصة حقيقية ليست قصة خيالية أو إسطورة من أساطير الحروب الخارجة عن الواقع فهي قصة حقيقة حدثت أثناء الحرب العراقية الإيرانية الطاحنة. فتاة شابة حلمها مثل حلم كل الفتيات على وجه الأرض تنتظر أن يأتي يوم عرسها وترى أهلها سعداء وهي مرتدية فستان زفافها هذا حلمها كشابة بريئة. لكن لم تعلم أن هذا الحلم سيكون نهاية حياتها. وجاء هذا اليوم ولكن يا ليت لم يأتي هذا اليوم الأليم على قلوب كل من يعرف بقصتها. وهي مرتدية فستان زفافها الأبيض وأهلها وأقاربها وجيرانها كلهم يغنون ويصفقون على أصوات الدبكة الكردية المشهورة في أعراس الأكراد وإذا بصوت مرعب جدا لصاروخ سقط وسط العرس. انقلبت هذه الفرحة إلى نقمة وإلى حزن أليم فقد سقط شهداء وجرحى من الذين يحضرون العرس والعروس أصيبت بشظايا هذا الصاروخ اللعين أدى مباشرة إلى قطع يديها مع قدمها فنقلت مباشرة إلى مستشفى الكرامة في بغداد وبعد مرور وقت من نقلها إلى المستشفى فارقت الحياة وهي مرتدية فستان عرسها ماتت بثوب أبيض ملطخ بدمها الذي يفوح منه رائحة المسك فهي ضحية الحرب الطاحنة بين العراق وإيران. هذا في الثمانينات من القرن الماضي...ضج العراق من أقصاه إلى اقصاه، الحكومة نعت الشهيدة وقدمت التعويض المناسب لعائلتها. وأقيم تمثال كبير للعروس في مدخل الناحية مندلي سميت ساحات ومدارس وشوارع باسم عروس مندلي، وسجلت أناشيد وطنية بإسمها، الشعراء والكتاب تباروا لتسجيل الحدث كل حسب طريقته، وتم إنتاج فيلم عراقي باسم عروس مندلي عرض في صالات السينما في بغداد والمحافظات ثم عرض على شاشة تلفزيون العراق وشارك في مسابقات دولية ويوجد في نصب الشهيد تحت الأرض غرفة صغيرة تحتوي على أثاث عرسها ويحتوي على فستان زفافها الملطخ بدمها وقفازات يديها أيضاً وداخل الغرفة تمثال نحاسي صنع لها بعد استشهادها.